# Église Saint-Jean de Tallinn
L'église Saint-Jean (estonien : Jaani kirik) est une église évangélique luthérienne située au bord de la place de la Liberté à Tallinn, en Estonie.

## Histoire

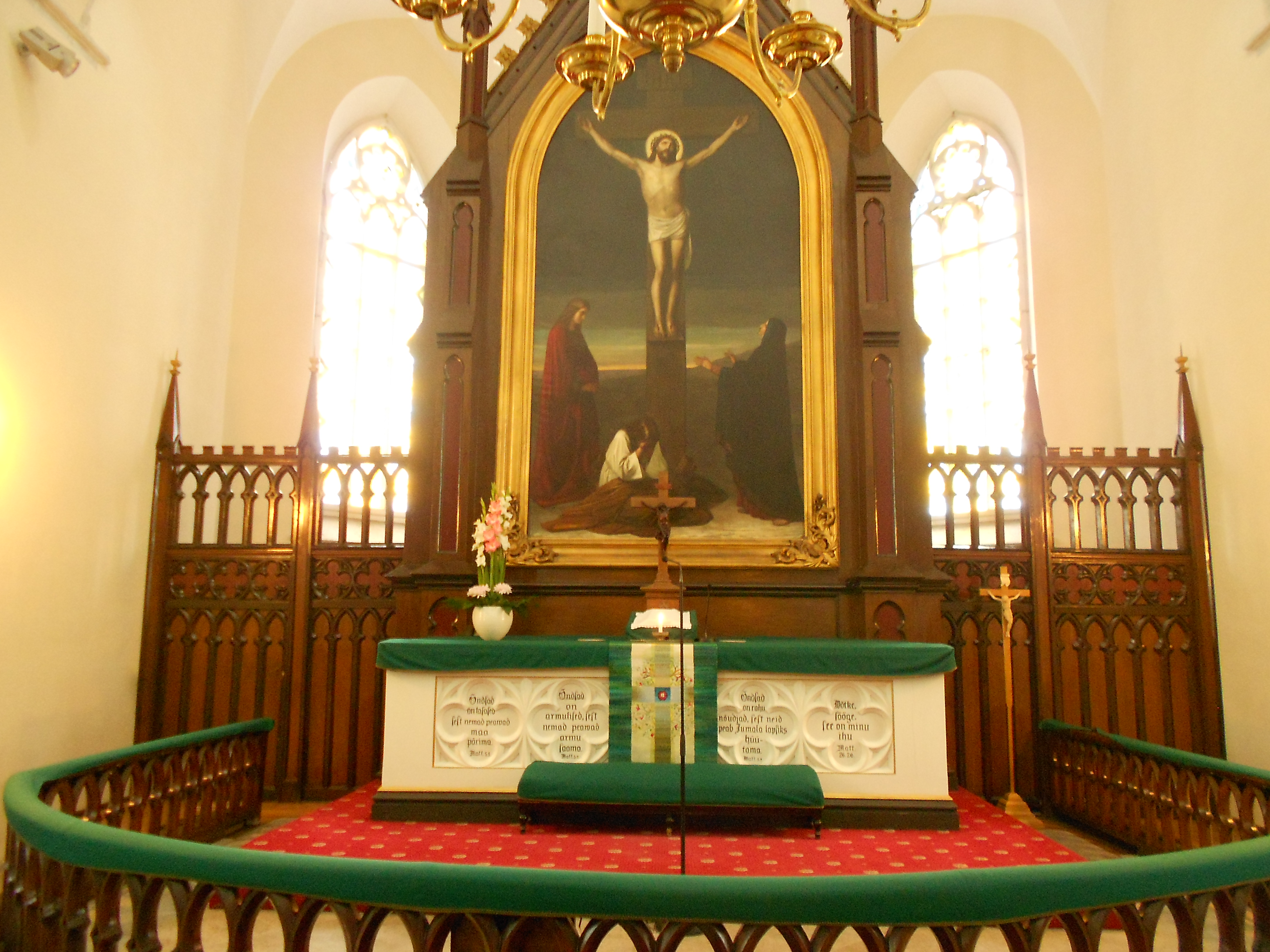
L'aménagement du maître autel est largement constitué de velours.

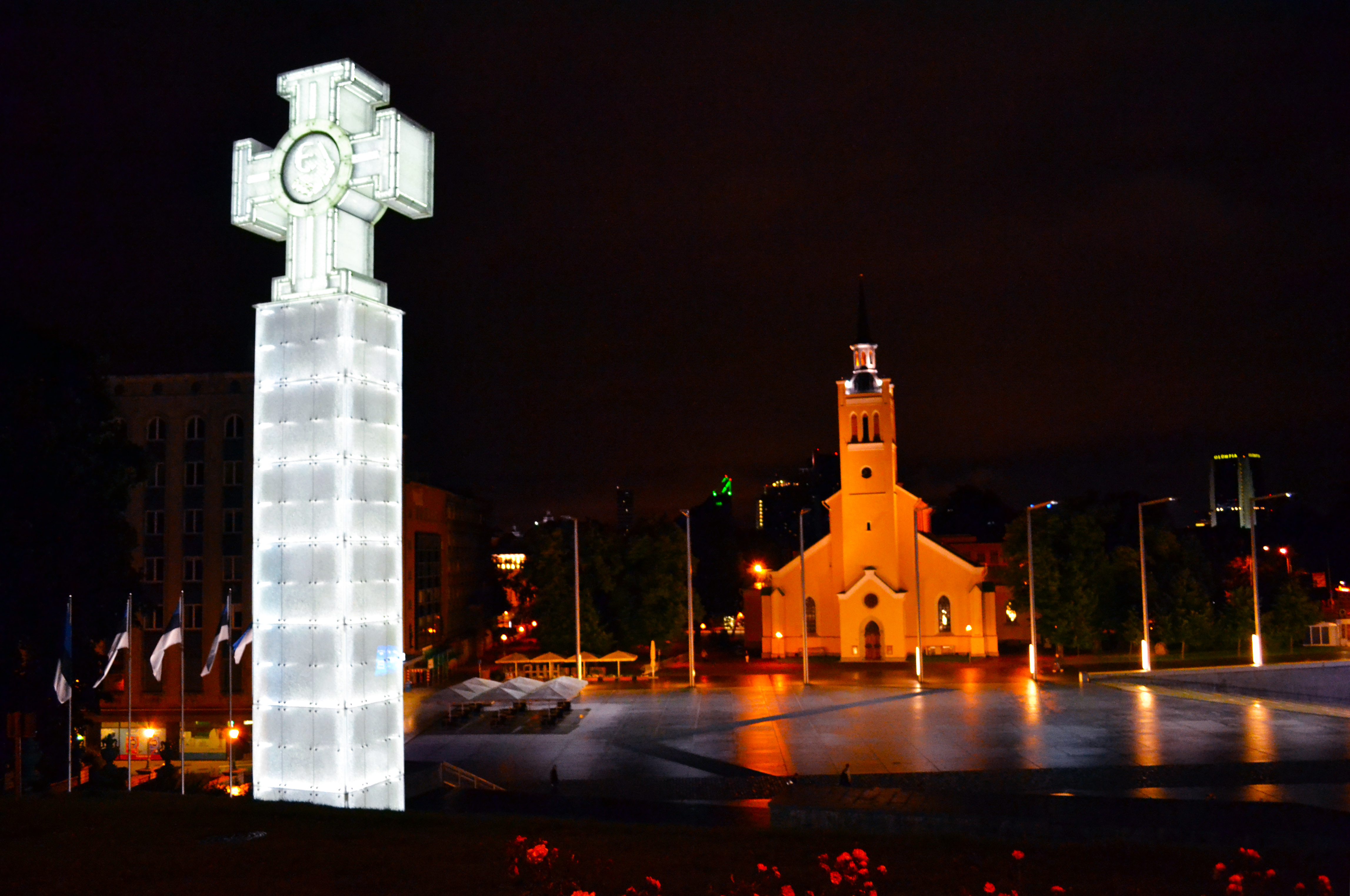
L'église la nuit.

L'église Saint-Jean est une paroisse de l'Église évangélique-luthérienne estonienne.
L'église du Saint-Esprit ne suffisant plus pour accueillir les 14 000 paroissiens la collecte de fonds commence dès 1851 pour construire une nouvelle église. L'église Saint-Jean conçue par l'architecte Christoph August Gabler est de style néogothique. Sa première pierre est posée le 8 septembre 1862, jour du millième anniversaire de la Russie. Sa construction durera de 1862 à 1867.
Suivant la proposition de Theodor Luther l'église est nommée église Saint-Jean  en mémoire de l'apôtre Jean, en estonien Jaan.
À la fin du XIXe siècle on commence à rénover le quartier et les travaux les plus importants datent des années 1930. C'est à cette époque que la grande place prend sa forme actuelle. Le style néogothique de l'église parait discordant avec les bâtiments construits à l'époque qui sont de style fonctionnaliste et Art déco. Les dirigeants de l'époque décident alors de détruire l'église,. Durant les années 1936-1939 des débats houleux avec la paroisse n’empêchèrent pas la décision de détruire l'édifice. À la suite de l'occupation qui débute en 1940 et de la guerre qui suit, ce projet ne se réalisera pas. Dans les années 1950 des architectes avant-gardistes exigent à nouveau sa destruction. Cependant l'église Sait-Jean existe encore de nos jours.

## Description
Le retable représentant "Le Christ cloué sur la croix" est réalisé en 1867 par le Professeur Karl Gottlieb Wenig membre de l'Académie russe des beaux-arts.
L'orgue de style néogothique est construite par Gustav Normann en 1869 et elle est utilisée jusqu'en 1911. De 1911 à 1913, August Terkmann construit de nouvelles orgues pneumatiques. De 2005 à 2009  Martin ter Haseborg restaure les orgues qui étaient en très mauvais état.
Les vitraux sont de Eva-Aet Jänes.